# 多治比歳主
多治比 歳主（たじひ の としぬし）は、奈良時代の貴族。名は年主とも記される。姓は真人。官位は従五位上・出雲守。

## 経歴
宝亀3年（772年）従五位下に叙爵し、中務員外少輔に任ぜられる。その後、光仁朝において摂津亮・木工頭を歴任する。
桓武朝に入り、天応元年（781年）従五位上に叙せられ、翌天応2年（782年）右大舎人頭次いで大蔵大輔に任ぜられる。延暦4年（785年）出雲守として地方官に転じた。

## 官歴
『続日本紀』による。
- 時期不詳：正六位上
- 宝亀3年（772年） 正月3日：従五位下。4月20日：中務員外少輔
- 宝亀7年（776年） 3月6日：摂津亮
- 宝亀8年（777年） 正月25日：摂津亮
- 宝亀10年（779年） 11月28日：木工頭
- 天応元年（781年） 11月15日：従五位上
- 天応2年（782年） 5月17日：右大舎人頭。9月9日：大蔵大輔
- 延暦4年（785年） 正月15日：出雲守